# すきゃんぴ
すきゃんぴは、日本で活動していた女性お笑いコンビ。
コンビ名は、テナガエビ料理の『スキャンピ』に由来。

## 来歴
- 知人の紹介で出会った[1]ちゃこ（元にゃこまんま）、みきみき（元杏仁DOUFU）の2人によって2006年7月に結成。
- 所属していた事務所はティーフォース、2008年途中からはフリーで活動していた。
- 2008年9月末に解散[リンク切れ]。最後のライブ出演は、同年9月22日の『笑いの源』（なかの芸能小劇場）だった。
- 解散後は、ちゃこはしばらくは芸名そのままでピン芸人として活動していた。2009年12月から、ヨシダマチコ（元チェリーの果実）とコンビ『ねことら』を結成[2]。2010年1月8日のライブ『ガールズガーデン新春スペシャル』（Studio twl）がねことらとしての初出演となった。ちゃこはねことらのメンバーとなってからはオスカープロモーションに所属、オスカープロお笑いライブなどに出演していた。2010年3月に『ねことら』は解散。[3]

## メンバー
- ちゃこ（現芸名：笠原悠暉、10月11日）
東京都出身、血液型B型、身長144cm、体重45kg、立ち位置は向かって左。
日本映画学校俳優科17期生出身。前のコンビの「にゃこまんま」は、ここでの同期生同士で組んでいた。
趣味は演劇、野球、妄想。サザンオールスターズの歌に詳しい。プロ野球は読売ジャイアンツファンで、「ジャイアンツ検定3級」の認定も持っている[4]。
2007年11月4日の『お笑いライブTEPPEN.21 テッペンハニー』では、『おふくろの味』の安達康子とのスペシャルユニット『アンダーマッシュルーム』としても出演した（Mr.Children好きというつながりで結成されたという）[5]。
すきゃんぴ解散後の2009年中（前期）には、なっきー（旧ナッキィ）との巨人ファン&阪神ファンコンビ『原真弓』としても活動していたことがあった[6][7]。
ハロー!プロジェクト、サザンオールスターズ、Mr.childrenのファン[8]。モーニング娘。では2018年時点のメンバーでは小田さくら、譜久村聖、飯窪春菜推し[9]。猫好き[8]。
現在は「榎元カンナ」の芸名で俳優として活動。
かつて、高校生の頃は近藤春菜（ハリセンボン）とコンビを組んでいた。近藤とはガールスカウト仲間で、近藤にとってちゃこが人生初の相方だったがコンビは自然消滅、以来15年間連絡を取っていなかったが、2016年3月24日放送の『櫻井有吉アブナイ夜会』（TBSテレビ）の企画によって再会を果たした[10]。
1998年頃から同い年の女性とのコンビ「モゾウし☆」を組んで活動。17歳の時に『オセロの妹分オーディション』に応募して2001年2月25日に松竹芸能東京本社で行われた本選に進出し、モゾウし☆は満場一致でグランプリに選ばれた[11]。
初監督作品『ブスの法則』2020年公開、TOKYO青春映画祭にノミネート。笠原ちゃこは最優秀シナリオ賞受賞。
つんく♂中2映画プロジェクトで監督を務める。
監督をした『アイアム・ミー!』が最優秀ヒロイン賞（中野マリア）・最優秀男優賞（陣慶昭）を受賞。
芸名を笠原悠暉に変更。

- みきみき（平井みき、1978年4月9日 - ）
三重県出身、血液型O型、身長160cm、体重45kg、立ち位置は向かって右。
杏仁DOUFU時代の所属事務所はプロダクションノータイトル。この時の元相方・えつこが結成したアバンギャル'Sとライブで共演した時は、サプライズで杏仁DOUFUが再結成された時があった（2007年11月4日の『お笑いライブTEPPEN.21 テッペンハニー』など）。
趣味は野球観戦（ちゃこと同じく読売ジャイアンツファン[12]）、ディズニーランドに行くこと。特技はダーツ、マジック（日本舞踊が特技だったことも）。
2008年のM-1グランプリは、同年9月5日にすきゃんぴとして出場した他、同年10月12日にはみきみきだけ「までぃっく☆」としても出場[13]。すきゃんぴとしては1回戦敗退だったが、までぃっく☆としては2回戦まで進出。

## 芸風など
- 当時は実際に二人ともお笑いの活動の傍ら、キャバクラでも働いていたとあって、ステージ衣装もドレスが多く『ご指名ありがとうございます!昼はお笑い、夜はキャバ嬢、すきゃんぴです!』、が主な最初の挨拶となっていた。そしてネタの内容も「キャバクラでイライラする客」などキャバクラものが代表的で、二人で『お帰りはあちらです』と言った後、ちゃこが『帰れー!』で落とすというのが主なパターン。
- この他、当時ちゃこの勤務先が調布市ということもあって、みきみきの勤務先・渋谷との違いについてお互いにイジリあうというネタもあった。また、ちゃこがみきみきの年齢についてイジるということもあった。
- 最後は『ご馳走様でしたー!』という挨拶で締めていた。
- なお、客についてのことがネタのメインであるため、毎日の仕事、アルバイトの中でネタ探しをしていると話していたことがあった[14]。
- 銭湯の脱衣所でライブをしたこともあったという[14]。

## 出演

### テレビ・インターネットテレビ
- E娘!（2007年2月1日、TBSテレビ）
- ホスバラ（2007年10月25日 、GyaOジョッキー）- レギュラーMC
- あっ!と芸人コレクション（あっ!とおどろく放送局）
- あらびき団（2008年4月30日、TBSテレビ）
- 櫻井有吉アブナイ夜会（2016年3月24日、TBSテレビ）- ちゃこ（榎元カンナ）のみ

### 映画
- 背 （2008年8月9日～同年8月22日公開） - ちゃこのみ、笠原優紀名義で出演
- キョンを探して（2011年公開）- 榎元カンナ（ちゃこ）のみ出演
- 舞姫 〜ディーヴァ〜（2011年公開）- 榎元カンナ（ちゃこ）のみ出演

### DVD
- デーブ・スペクターの使うとヤバ〜イ英会話 （2008年9月24日、ビクターエンタテインメント） - みきみきのみ出演

### ライブ
- 雷ライブ （浅草フランス座演芸場東洋館）
- お笑いライブ“TEPPEN”
- ガールズガーデン （Studio twl）
- 「笑いのNISHIKI」「笑の源」「笑の種」 （なかの芸能小劇場）
- お小遣いライブ （高田馬場・四谷天窓）
他

### 雑誌
- 女性自身（光文社） 2007年12月18日号
192～193ページ『裏M-1グランプリ』特集に掲載

### その他
- 東京国際アニメフェア2007 （2007年3月22日～3月25日）
日本動画協会ブース『アニメの森』ステージに出演